# 世界人口日

世界人口日（英語：World Population Day），源于1987年7月11日世界50亿人口日。现在每年的7月11日为世界人口日。

## 历史
1987年7月11日，在前南斯拉夫出生了一位婴儿，联合国将其象征性地认定为世界第50亿个人。这标志着世界人口终于突破50亿。当时联合国人口活动基金会提议，将这一天命名为世界50亿人口日。
1989年，联合国发展规划署理事会在其第89/46号决定中建议国际社会把每年的7月11日定为世界人口日，以便把重点放在紧迫性的人口总体发展计划和解决这些问题的方案。
　
另外，1999年10月12日为联合国确定的“世界60亿人口日”。
2011年10月31日也被联合国命名为“世界70亿人口日”

## 历年主题
- 2018年：计划生育是一项人权
- 2017年：增强人民能力，促进国家发展
- 2016年：关注70亿人的世界
- 2015年：紧急情况下的弱势群体
- 2014年：关注向青年人投资
- 2013年：关注少女怀孕问题
- 2012年：普及生殖健康服务
- 2011年：面对70亿人的世界
- 2010年：参加人口普查，人人都重要！
- 2009年：让女童受教育，与贫困作斗争
- 2008年：计划生育：这是一种权利，让我们把它变成现实
- 2007年：男性参与孕产妇保健
- 2006年：年轻人——为了年轻人，与年轻人一起行动起来
- 2005年：平等 = 授权
- 2004年：纪念国际人口与发展大会10周年——遵守承诺
- 2003年：青少年的性健康、生殖健康和权利
- 2002年：贫困、人口与发展
- 2001年：人口、发展与环境
- 2000年：拯救妇女的生命
- 1999年：60亿人口日倒计时
- 1998年：走进60亿人口日
- 1997年：为了新一代及其生殖健康的权利
- 1996年：生殖健康与艾滋病